# Metam-Kalium
Metam-Kalium ist eine chemische Verbindung aus der Gruppe der Dithiocarbamate. Es wird wie das ungleich populärere Metam-Natrium als Bodenentseuchungsmittel (Tamifume) verwendet. Im Boden setzt es Methylisocyanat frei.
In Versuchen hat es sich außerdem als wirksam zur Bekämpfung von Zypergräsern gezeigt.
In der Europäischen Union wurde aufgrund nicht beigebrachter Daten 2009 entschieden, Metam nicht mehr als zugelassenen Wirkstoff in Pflanzenschutzmitteln zu führen. 2010 stellte ein Hersteller einen neuen Antrag auf Zulassung und reichte die fehlenden Studien nach. 2012 entschied die Kommission, Metam als Wirkstoff in der EU zuzulassen.
In Deutschland, Österreich und der Schweiz ist kein Pflanzenschutzmittel mit diesem Wirkstoff zugelassen.